# 异丁酰氯
异丁酰氯（也称为2-甲基丙酰氯）是一种有机氯化合物，化学式(CH
3)
2CHCOCl，常温常压下为无色液体，为最简单的带支链的酰氯。